# Psychomyia amphiaraos
Psychomyia amphiaraos is een schietmot uit de familie Psychomyiidae. De soort komt voor in het Oriëntaals gebied.